# Heinz Kördell
Heinz Kördell (Wanne-Eickel, 1932. január 8. – 2020. október 2.) nyugatnémet válogatott német labdarúgó, fedezet.

## Pályafutása

### Klubcsapatban
1956-ig az SpVgg Röhlinghausen labdarúgója volt. 1956 és 1962 között a Schalke 04 csapatában szerepelt, ahol tagja volt az 1957–58-as idényben bajnokságot nyerő együttesnek. 1962 és 1964 között a Schwarz-Weiß Essen játékosa volt.

### A válogatottban
1958. december 28-án egy alkalommal szerepelt a nyugatnémet válogatottban. Az Egyiptom elleni barátságos mérkőzésen 2–1-es vereséget szenvedett a nyugatnémet csapat Kairóban. Kördell a szünetben csereként állt be a második félidőre.

## Sikerei, díjai
Schalke 04
- Nyugatnémet bajnokság
  - bajnok: 1957–58